# Inderøy kommun
Inderøy kommun (norska: Inderøy kommune) är en kommun i Trøndelag fylke i mellersta Norge. En stor del av kommunen utgörs av halvön Inderøya, inne i Trondheimsfjorden, mitt emellan Steinkjers kommun och Verdals kommun. Kommunen räknas som en kultur- och jordbrukskommun. Tätorten Straumen utgör kommunens centralort.
Under tidig medeltid kallades Inderøy Eynni Idri, som betyder den Inre ön.

## Administrativ historik
Inderøy kommun grundades på 1830-talet, samtidigt med flertalet andra norska kommuner.
1907 delades kommunen varvid Røra och Hustads kommuner bildades. 1962 slogs dessa tre kommuner samman igen, efter att Hustads kommun bytt namn till Sandvollans kommun.
Den 1 januari 2012 gick tidigare Mosviks kommun upp i kommunen.

## Kommunvapen
Inderøys kommunvapen är rött med fyra gyllne flundror på. Vapnet är tecknat av Nils Aas.

## Tätorter
I Inderøy  kommun finns fem tätorter:
- Gangstadhaugen
- Hylla
- Røra stasjon
- Småland
- Straumen (centralort)

Orten Mosvik har tidigare räknats som en tätort men uppfyller inte längre kriterierna, medan orten Sakshaug numera räknas som en del av tätorten Straumen.

## Socknar
Inom Norska kyrkan är Inderøy kommun indelad i fyra socknar:
- Inderøy socken
- Mosviks socken
- Røra socken
- Sandvollans socken

Socknarna ingår i Stiklestads prosteri i Nidaros stift.

## Bilder

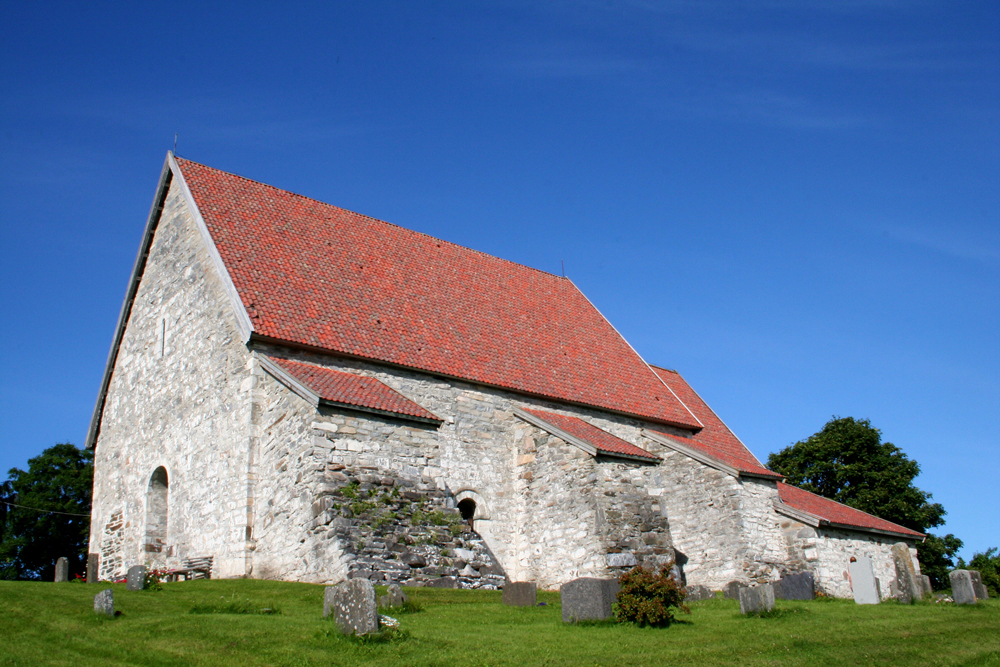
Sakshaugs gamla kyrka (2005).
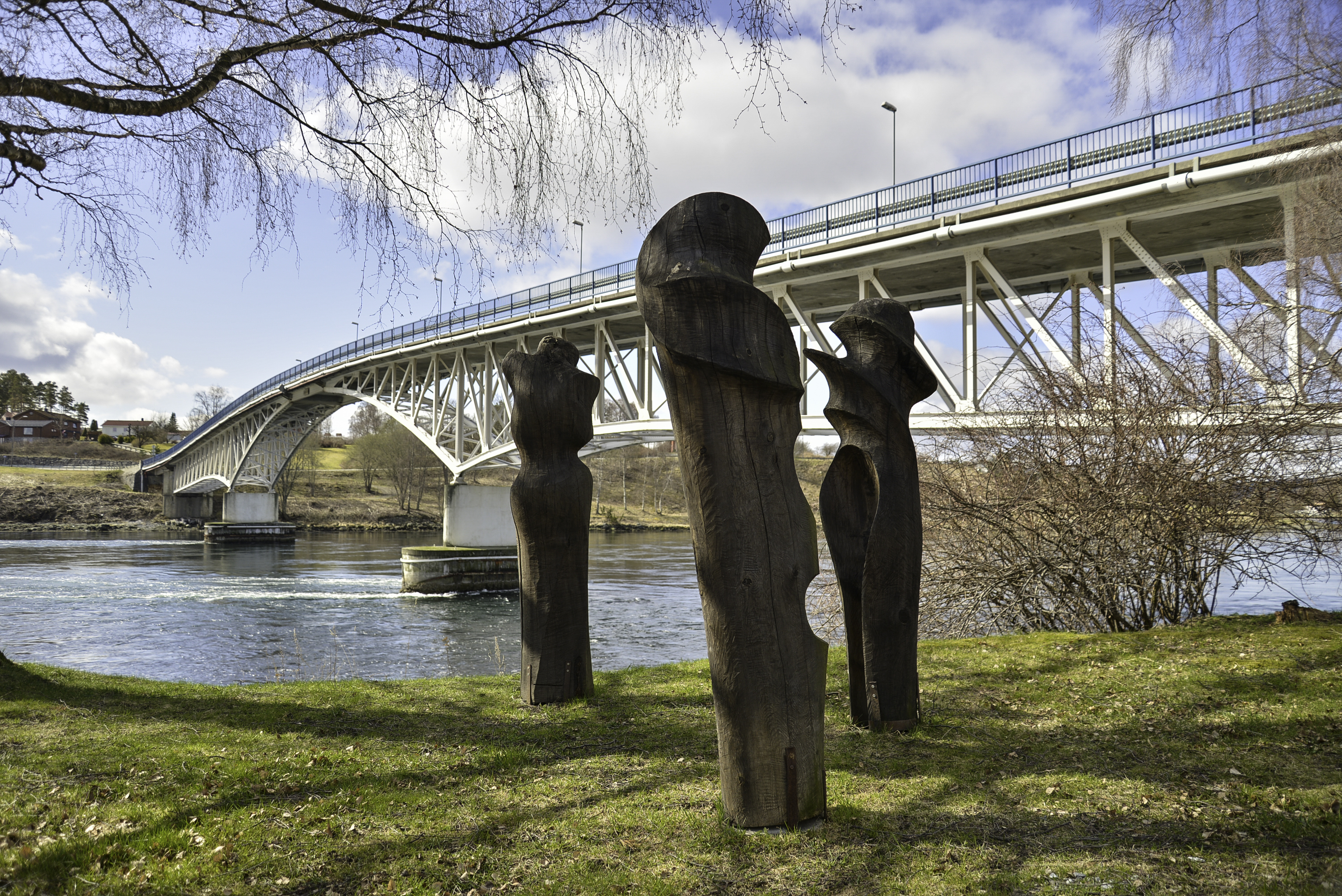
Straumbron.
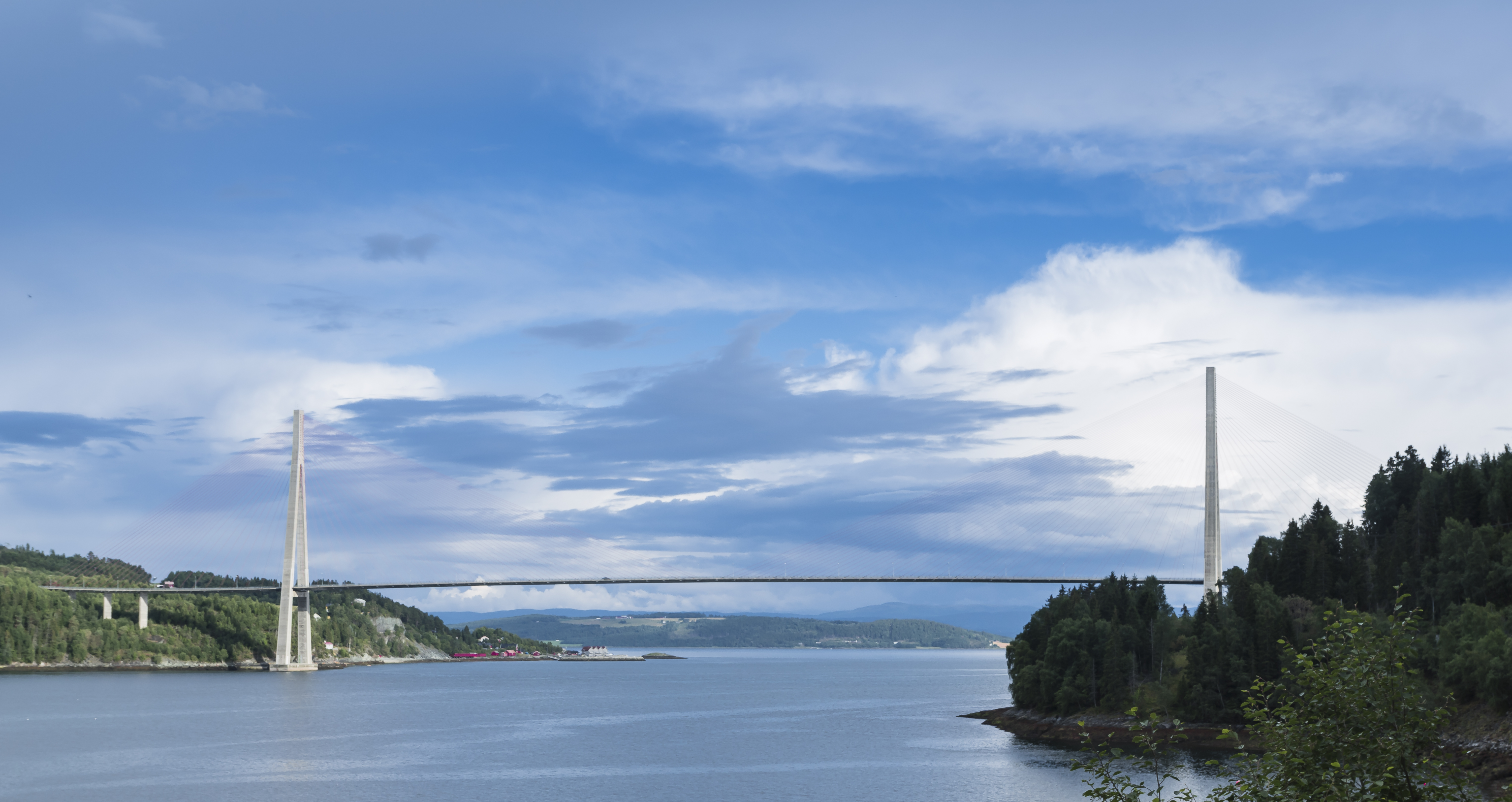
Skarnsundsbron.
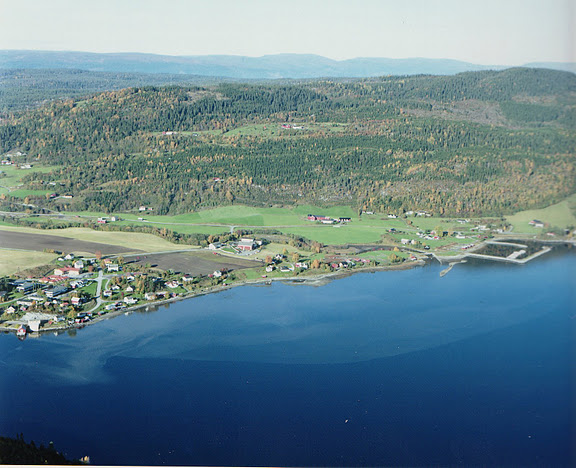
Mosvik.